# Sylvester Groth

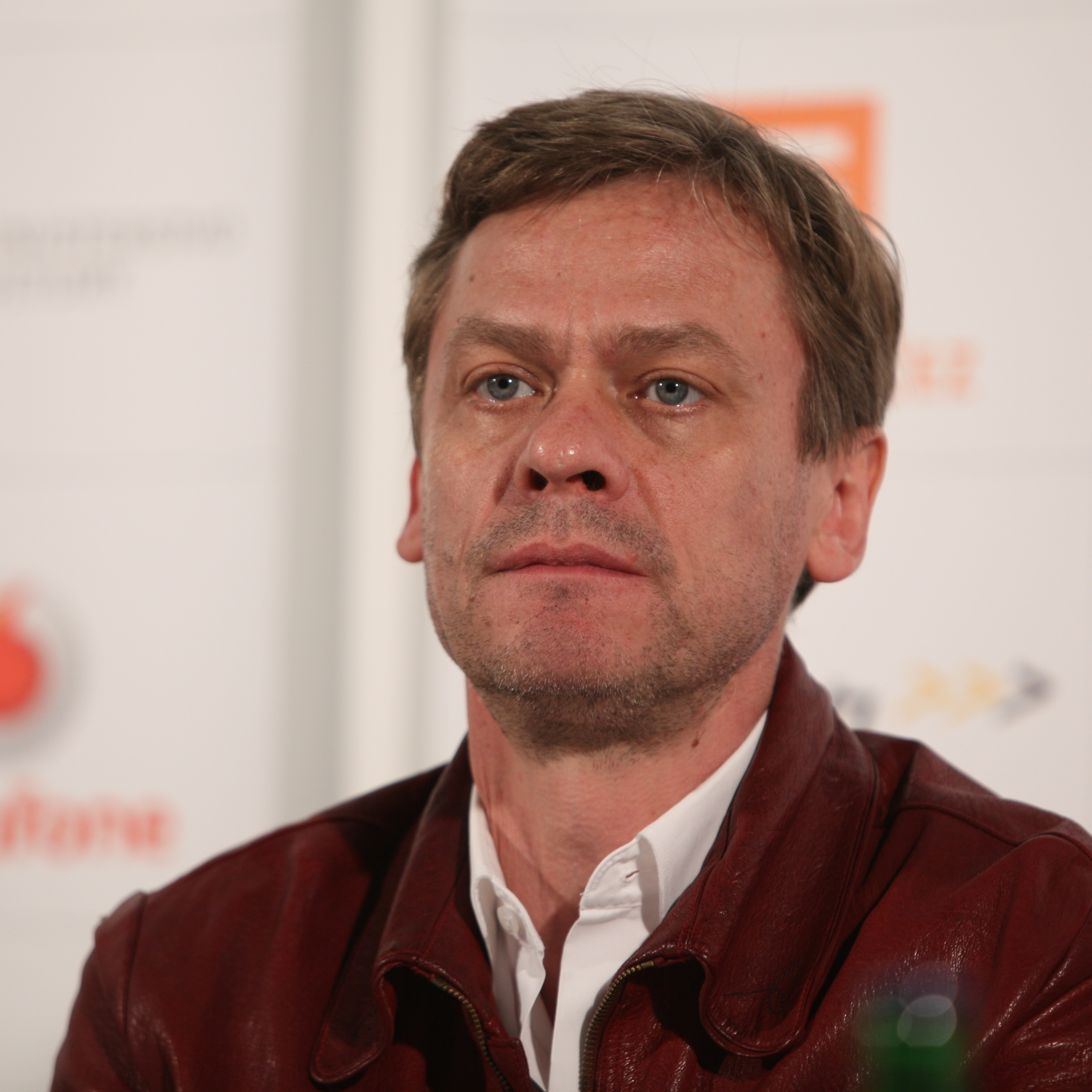
Sylvester Groth beim Karlovy Vary Filmfestival 2009

Sylvester Groth (* 31. März 1958 in Jerichow) ist ein deutscher Schauspieler, Hörbuch- und Synchronsprecher.

## Leben
Sylvester Groth wurde als jüngstes von fünf Kindern in Jerichow geboren. Seine Familie stammt ursprünglich aus Oberschlesien. Nach dem frühen Tod des Vaters heiratete seine Mutter ein zweites Mal und die Familie lebte ab 1972 in Leipzig. Der gelernte Elektromonteur studierte Schauspiel und Gesang an der Hochschule für Schauspielkunst Ernst Busch in Ost-Berlin, wo er 1980 seinen Abschluss machte. Es folgten Engagements in ostdeutschen Städten wie Schwerin, Dresden und Ost-Berlin, wo er als Gastdarsteller am Deutschen Theater wirkte. Groth flüchtete 1985 aus der DDR. Von 1986 bis 1989 wirkte er an der Schaubühne am Lehniner Platz in West-Berlin. Weitere Stationen waren das Residenztheater, die Münchner Kammerspiele, das Berliner Ensemble, das Wiener Burgtheater sowie die Salzburger Festspiele.
Neben einer umfangreichen Theaterkarriere spielte er auch in zahlreichen Fernseh- und Kinofilmen. Seinen Durchbruch als Schauspieler hatte er in Frank Beyers DEFA-Streifen Der Aufenthalt von 1982/83, der Verfilmung eines Romans von Hermann Kant, wo er die Hauptrolle spielte und dafür 1984 auf dem 3. Nationalen Spielfilmfestival der DDR den Nachwuchsdarstellerpreis erhielt. Im Film Der Schimmelreiter nach Theodor Storm aus dem Jahr 1984 spielte er ein weiteres Mal in einer Titelrolle. 1984/85 arbeitete Groth in der Bundesrepublik, in Johannes Schaafs Momo nach Michael Ende spielte er den Agent BLW/553 X. 1992 spielte er die Rolle des Unteroffiziers Otto im Kriegsdrama Stalingrad, 2006 verkörperte er Joseph Goebbels in Dani Levys Mein Führer.
Im Jahr 2007 drehte Groth mit Andreas Dresen den Spielfilm Whisky mit Wodka und mit Christian Görlitz die Verfilmung von Heinz Strunks Kultroman Fleisch ist mein Gemüse. 2008 wirkte Groth im Kinofilm Hilde mit, der Hildegard Knefs Leben auf die Leinwand bringt und spielte hier den Theaterregisseur Boleslaw Barlog. Seit September 2008 drehte er zusammen mit Robert Stadlober und Maja Schöne Zarte Parasiten, eine Spielfilmproduktion von Christian Becker und Oliver Schwabe. Im Quentin-Tarantino-Film Inglourious Basterds war Sylvester Groth 2009 abermals als Goebbels zu sehen. 2010 spielte er im Dokumentarfilm Aghet – Ein Völkermord einen Lehrer an der deutschen Schule in Aleppo.
Im Januar 2013 ehrte das Filmmuseum Potsdam den Schauspieler mit einer Retrospektive. In der Werkschau gepaart mit Podiumsgesprächen wurden zahlreiche Filme, in denen Groth mitspielt, gezeigt, u. a. Frank Beyers Film Der Aufenthalt mit dem Groth 1983 mit seiner ersten Langfilmrolle der Durchbruch in den Babelsberger Filmstudios gelang. Groth selbst war am 26. Januar 2013 zu einem Publikumsgespräch anwesend.
In der ARD-Fernsehreihe Polizeiruf 110 ermittelte Groth in Magdeburg als Kriminalhauptkommissar Jochen Drexler zusammen mit Claudia Michelsen. Sie traten damit die Nachfolge des Teams Schmücke und Schneider an. Der erste Fall mit dem Titel Der verlorene Sohn wurde am 13. Oktober 2013 ausgestrahlt. Im Juni 2015 teilte der MDR mit, dass Groth beim Magdeburger Polizeiruf nach fünf Filmen aus persönlichen Gründen aussteigt. Am 1. Dezember 2017 ehrte ihn die DEFA-Stiftung für seine herausragenden Leistungen im deutschen Film.

## Filmografie (Auswahl)
- 1980: Plankton oder das Wunder der Anpassung (verschollener Film)[9][10]
- 1980: Meines Vaters Straßenbahn (Fernseh-Zweiteiler)
- 1983: Der Aufenthalt
- 1984: Der Schimmelreiter
- 1985: Junge Leute in der Stadt
- 1986: Das Haus am Fluß
- 1986: Momo
- 1990: Rote Erde II (Fernsehvierteiler)
- 1993: Stalingrad
- 1993: Das letzte U-Boot
- 1996: Bruder Esel (Fernsehserie, 3 Folgen)
- 1997: Sperling – Sperling und der gefallene Engel (Fernsehreihe)
- 1998: Schimanski – Muttertag (Fernsehreihe)
- 1999: Requiem für eine romantische Frau
- 1999: Der Vulkan
- 2000: Der Briefbomber
- 2001: Romeo
- 2001: Der Verleger
- 2002: Kolle – Ein Leben für Liebe und Sex
- 2003: Die geheime Inquisition
- 2003: Tatort: Stiller Tod (Fernsehreihe)
- 2003: Das Wunder von Lengede
- 2003: The Third Wave – Die Verschwörung (Den tredje vågen)
- 2004–2009: Mein Leben & Ich (Fernsehserie, 4 Folgen)
- 2005: Mätressen – Die geheime Macht der Frauen (Fernsehdreiteiler, Folge Die Geliebte des Königs)
- 2005: Tatort: Rache-Engel
- 2005: Polizeiruf 110: Heimkehr in den Tod (Fernsehreihe)
- 2006: Bella Block: Mord unterm Kreuz (Fernsehreihe)
- 2007: Rosa Roth – Der Tag wird kommen (Fernsehreihe)
- 2007: Mein Führer – Die wirklich wahrste Wahrheit über Adolf Hitler
- 2007, 2013: Der Kriminalist (Fernsehserie, verschiedene Rollen, 2 Folgen)
- 2007: Contergan
- 2007: Der Kronzeuge
- 2008: Der Vorleser (The Reader)
- 2008: Die Weisheit der Wolken
- 2008: Buddenbrooks
- 2009: Hilde
- 2009: Mein Leben – Marcel Reich-Ranicki
- 2009: Whisky mit Wodka
- 2009: Inglourious Basterds
- 2009: Zarte Parasiten
- 2010: Aghet – Ein Völkermord (Dokumentarfilm)
- 2010: Keiner geht verloren
- 2010: KDD – Kriminaldauerdienst (Fernsehserie, Folge Überraschungen)
- 2010: Inspektor Barbarotti: Mensch ohne Hund
- 2011: Beate Uhse – Das Recht auf Liebe
- 2011: Tatort: Das Dorf
- 2012: Frisch gepresst
- 2012: Das Wochenende
- 2012, 2014: Der Alte (Fernsehserie, verschiedene Rollen, 2 Folgen)
- 2012: Tatort: Die schöne Mona ist tot
- 2012: Wir wollten aufs Meer
- 2013: Unsere Mütter, unsere Väter (Fernsehdreiteiler, 2 Folgen)
- 2013: Tatort: Schwarzer Afghane
- 2013: Tatort: Wer das Schweigen bricht
- 2013: Zum Geburtstag
- 2013–2015: Polizeiruf 110 Team Magdeburg
  - 2013: Der verlorene Sohn
  - 2014: Abwärts
  - 2014: Eine mörderische Idee
  - 2015: Wendemanöver (Teil 1 und 2)
- 2015: Nackt unter Wölfen
- 2015: Sense8 (Fernsehserie, 4 Folgen)
- 2015: Deutschland 83 (Fernsehserie, 8 Folgen)
- 2015: Codename U.N.C.L.E. (The Man from U.N.C.L.E.)
- 2015: Die Mutter des Mörders
- 2016: Die Ermittler – Nur für den Dienstgebrauch
- 2016: Ein Kommissar kehrt zurück
- 2017: Solange ich atme
- 2017: Tatort: Wacht am Rhein
- 2017: Fargo (Fernsehserie, Folge Das Prinzip der freien Plätze)
- 2017: Zorn – Kalter Rauch (Fernsehreihe)
- 2017: In Zeiten des abnehmenden Lichts
- 2018: Kaisersturz
- 2018: Deutschland 86 (Webserie, 10 Folgen)
- 2019: Dark (Fernsehserie, 6 Folgen)
- 2019: Die drei !!!
- 2019: Criminal: Deutschland (Fernsehserie, 3 Folgen)
- 2019: Der Club der singenden Metzger
- 2020: Deutschland 89 (Fernsehserie)
- 2021: Tatort: Wo ist Mike?
- 2022: The 355
- 2023: German Crime Story: Gefesselt
- 2023: Drei Gänge und ein Todesfall (The Trouble with Jessica)
- 2024: Kati – Eine Kür, die bleibt (Fernsehfilm)

## Theater
- 1980: Anton Tschechow: Die Möwe (Trepljow) – Regie: Wolfgang Heinz (Deutsches Theater Berlin)

## Hörspiele und Hörbücher (Auswahl)
- 1990: Paul Hengge: Ein Pflichtmandat – Regie: Robert Matejka (Hörspiel – RIAS Berlin)
- 1993: Tankred Dorst: Merlin oder das wüste Land (Sir Lancelot) – Regie: Walter Adler (Hörspiel – MDR)
- 1994: Christian Hussel: Die Mühle auf dem Meeresgrund – Regie: Rainer Clute (Kinderhörspiel – DLR Berlin)
- 2002: Emile Zola: Nana – Regie: Peter Rothin (Hörspiel – WDR)[11]
- 2002: Dana Ranga: Das Auge der Supernova – Regie: Angeli Backhausen (Science-Fiction Hörspiel – WDR)[12]
- 2003: Pablo de Santis: Die Übersetzung. ISBN 978-3-89813-237-4
- 2004–2005: Otherland (Hörspiel)
- 2005: Carlos Ruiz Zafón: Der Schatten des Windes, Hörspiel – Regie: Martin Zylka (WDR).
- 2006: Karl May:  Der Orientzyklus, Hörspiel, 2009 als Hörbuch bei Der Hörverlag, München, ISBN 978-3-86717-445-9.
- 2007: Fjodor Michailowitsch Dostojewski: Verbrechen und Strafe. (ungekürzte Lesung) Hörkultur, Dänikon, ISBN 978-3-905808-09-4.
- 2008: Stephen King: Sunset: Stumm und andere Erzählungen. Hörbuch-Download, Random House Audio, ISBN 978-3-8371-7560-8
- 2010: Stieg Larsson: Die Millenium Trilogie (WDR).
- 2010: Fabrizio Gatti: Bilal. Als Illegaler auf dem Weg nach Europa (WDR).
- 2010: Uwe Tellkamp: Der Turm. Der Hörverlag, München, ISBN 978-3-86717-551-7.
- 2012: James Joyce: Dubliner. Der Hörverlag, München.
- 2013: Keigo Higashina: Verdächtige Geliebte – Bearbeitung und Regie: Steffen Moratz (Hörspiel – WDR)
- 2013: Lothar Trolle: Judith – Regie: Walter Adler (Hörspiel – DLF/HR)
- 2014: Tom Peuckert: Öl – Regie: Leonhard Koppelmann (Hörspiel – WDR)
- 2015: Wolfgang Zander: Seltene Erden – Regie: Nikolai von Koslowski (Radio-Tatort – RBB)
- 2015: Walter Niklaus: Todsicher – Regie: Walter Niklaus (Kriminalhörspiel – MDR)
- 2018: Hilary Mantel[13]: Brüder[14] – Regie: Walter Adler WDR[15] Spricht den Revolutionär Jean-Paul Marat
- 2018: Christoph Hein: Verwirrnis, ungekürzte Lesung, Regie: Matthias Thalheim, 413 min., 6 CDs, Der Audio Verlag, ISBN 978-3-7424-0731-3
- 2020: Kamel Daoud: Der Fall Meursault – Eine Gegendarstellung – Regie: Ulrich Lampen (Hörspiel – HR)
- 2020: Ingo Schulze: Die rechtschaffenen Mörder, 7h 50min Ungekürzte Lesung, Argon Verlag ISBN 978-3-8398-1780-3
- 2023:  Joseph Conrad: Mit den Augen des Westens, 6h 40min Ungekürzte Lesung, Der Audio Verlag ISBN 978-3-7424-3015-1

## Preise und Ehrungen
- 1984: Heinrich-Greif-Preis im Kollektiv für Der Aufenthalt
- Für seine Rolle als Stasiagent in Romeo wurde er 2001 mit einem Darsteller-Sonderpreis beim Fernsehfilmpreis der Deutschen Akademie der Darstellenden Künste und 2002 mit dem Adolf-Grimme-Preis ausgezeichnet.
- Deutscher Kritikerpreis 2007 für die Darstellung des Joseph Goebbels in Mein Führer.
- 2017: Preis der DEFA-Stiftung für herausragende Leistungen im deutschen Film